# Jan Kaška
Jan Kaška (20. srpna 1810, Zbraslav - 21. července 1869, Odolenov) byl český herec. Dnes jsou jeho ostatky uloženy na Olšanských hřbitovech v Praze.

## Život
Syn tesaře a následně obchodníka s košíky se vyučil krejčím u zbraslavského krejčího Ransdorfa, na zkušené v Praze se stal členem malostranského ochotnického souboru. Seznámení s J. K. Tylem, kterému se mu líbilo jeho komické nadání, bylo důležité, Kaška přešel do Kajetánského divadla. Odtud po relativních úspěších v těchto souborech se stal statistou ve Stavovském divadle. Jako profesionální herec začal vystupovat až od roku 1842 ve Stögrově divadle v Růžové ulici. Vynikal především v lidových komických postavách, které mu Tyl přiděloval.

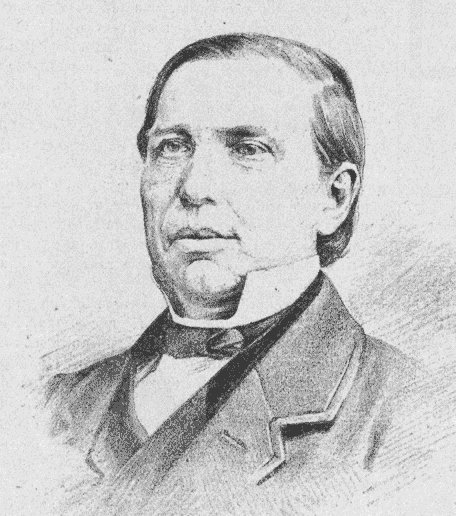
Jan Kaška (portrét z r. 1883 od Jana Vilímka)

Přispíval do časopisu Zlaté dno, do časopisu Květy, kde vedl módní okénko, psal povídky ze zbraslavského prostředí, překládal z němčiny, francouzštiny a angličtiny divadelní hry a také sám řadu divadelních her napsal. Jako člen pražské Národní gardy vytvořil povelové názvosloví, o které se později opíral i M. Tyrš při přípravě sokolských povelů. Ve své době byl nejlepším znalcem kostýmů v Rakousku. Miloval technický pokrok, ve své zbraslavské pracovně měl četné modely technických vynálezů.
Po roce 1851 přestalo být z politických důvodů Tylovo divadlo tolerováno a Kaška strávil nějaký čas jako kočovný herec. V roce 1852 se ale k divadlu vrátil a setrval tam až do své smrti.
V roce 1857 uvítal Kaška založení Sdružení divadelních ochotníků na Zbraslavi a byl potom jejich účinným ochráncem. Jako inspektor garderoby Stavovského a později Prozatímního divadla, kterým byl ve své druhé profesi, půjčoval zbraslavským ochotníkům kostýmy a rekvizity, opatřil líčidla. Své překlady také často podpisoval jako J.K. Zbraslavský, aby upozornil na své skromné rodné město.
Zemřel roku 1869 na léčebném pobytu v lázních Vodolenka u Sušice. Byl pohřben na hřbitově u kostela svatého Jana Křtitele ve Svojšicích. O pohřeb a hrob se postaral Kaškův sušický mecenáš JUDr. Josef Ambrož Gabriel. V roce 1910 byly Kaškovy ostatky přemístěny do rodinného hrobu na Olšanských hřbitovech.